# Boosenburg
Die Boosenburg oder Oberburg ist eine Niederungsburg am rechten Ufer des Rheintals knapp oberhalb der Brömserburg in Rüdesheim am Rhein im Rheingau-Taunus-Kreis in Hessen.
Seit 2002 ist die Boosenburg Teil des UNESCO-Welterbes Oberes Mittelrheintal.

## Anlage
Der zweifach abgestufte, sehr hohe Bergfried wurde von einem würfelförmigen Baukörper umgeben, in dem der Zugang lag. Gesichert wurden die Gebäude durch eine Ringmauer und einen neun Meter breiten Graben. Im späten Mittelalter wurden zusätzliche Wohngebäude errichtet.

## Geschichte
Die Burg wurde vermutlich im 12. Jahrhundert als Sitz der Ritter Fuchs von Rüdesheim errichtet. 1407 wurde die Burg an die Brömser von Rüdesheim vererbt und sie war danach von 1474 bis 1830 im Besitz der Boos von Waldeck.
1830 kam sie in den Besitz der Grafen von Schönborn-Wiesntheid und diese ließen 1838 alle Gebäude bis auf den Turm abreißen. Der Turm wurde erhöht und mit neugotischen Zinnen versehen. Nach 1860 ließ der neue Burgherr – der Weinhändler Baptist Sturm – den Graben zum Weinkeller überwölben. Seine Witwe ließ nach Entwürfen des Architekten Franz Schädel 1872 eine neugotische Villa errichten.
Seit 1938 ist die Burg im Besitz der Weinkellerei Carl Jung.